# Hard
A Hard egy szám a barbadosi előadó, Rihanna negyedik stúdióalbumáról, a Rated R-ről. Young Jeezy, az amerikai rapper is közreműködik a dal munkálataiban. Ez a második kislemez az Egyesült Államokban és a negyedik az Egyesült Királyságban. 2009. november 10-én az előbbi ország rádióállomásain debütált. 2010 augusztusában jelent meg az Egyesült Királyságban kislemezként. Terius "The-Dream" Nash, Rihanna, és Jeezy írta a dalszöveget, a produceri munkálatokat The-Dream és Christopher "Tricky" Stewart végezte.
A szám pozitív visszajelzésekkel büszkélkedhet, melyek a szám hiphop hangulatáról és Rihanna hangjáról szóltak elsősorban. Kanadában és az Egyesült Államokban a toplisták felsőbb helyezéseit is elérte a szám, annak ellenére, hogy csak amerikai rádiókban játszották, a kislemez külföldi sikerei miatt ott is gyorsan felkerült a listákra, és platina "rangot" is elérte.
A dalhoz tartozó videóklip egy sivatagban játszódik, Rihanna és Jeezy is szerepel benne. A kritikusok változó véleményt alkottak a videóról, leginkább agresszió és háború ábrázolása miatt. Rihanna több élő eseményen előadta a szerzeményt. Több remixváltozat készült, többek között Lil Kim és Trey Songz közreműködésével.

## Háttér
Egy interjúban, Mikkel S. Eriksen (producer) megerősítette, hogy a Rated R című korong második kislemeze a Wait Your Turn, később mégis kiderült, hogy a Hard lesz. Egy MTV-nek adott interjú során Rihanna ezt nyilatkozta:
"Amikor először hallottam a dalt, Párizsban voltam, Dream és Tricky lejátszották a számot. Mutattak még pár felvételt, de ez megragadt bennem. Micsoda gőg volt benne, ami abból van ami eddig vagyok...ami az egyik ok amiért akartam. Vidám volt. Kérkedő. (...) Young Jeezy volt a tökéletes személy, ami a dal témáját illeti. A dal hangulata miatt. Az ő részét egyszerűen imádom, sokat adott a számhoz."
A Rap-Up-nak nyilatkozva, mielőtt a dal neve és részletei ismertek voltak, Tricky Stewart ezt mondta:
"Nem beszélhetek arról, ami történt, de ez igazán jó nekem. Egy nagyon, nagyon nagy felvételt készítettünk, de nem mondhatom el a címét, vagy bármi mást ezzel kapcsolatban, mivel ez hatalmas titok. Ebből mindenképp kislemez lesz. De nem az első, vagy a második. Biztos vagyok benne." Stewart szerint ez egy indulatos dal. Amikor az énekesnő Umbrella című slágerével hasonlították össze, ezt felelte:
"Nem, ez más. Egy szupersztár lépést tesz egy teljesen más irányba."

## Fogadtatása
Monica Herrerra ezt mondta a dalról:
"Rihanna hatásosan felveszi a hiphop állapotot, és még beszervezte a rapper Young Jeezy-t is, aki megadja a dalhoz szükséges löketet (...)."
A New Musical Express szerint "habár Jay-Z nem vett részt a munkálatokban, hatása kézzelfogható." Volt, aki a számot szolidnak és fülbemászónak nevezte. Jeezy része sokak szerint karakteresen erős volt a felvételben.

## Videóklip
2009 decemberében forgatták a videóklipet, Melina vezényletével, a felvétel pedig az MTV-n debütált december 17-én. A videó premierje előtt Rihanna ezt nyilatkozta:
"(...) Az egész egy katonás ötletre épült. Vannak tankjaink, seregeink, helikoptereink, robbanások… Őrület."
A felvételen Rihanna látható, némelyik jelenetben Jeezy is felbukkan, sivatagi és katonai témára épült az egész kisfilm.

## Élő előadások
A Hard-ot 2009. november 8-án adta elő először, a Jay-Z's concert at UCLA Pauley Pavilion rendezvényen. 2009. november 16-án a Nokia koncerten a Rated R című album promotálása céljából szintén előadta a szerzeményt. Közösen a Saturday Night Live-on december 5-én énekelték el. 2010. február 4-én a Super Bowl Fan Jam on VH1 nevezetű rendezvényen Timbaland és Justin Bieber oldalán lépett fel. 2010. március 27-én, Rihanna egyveleget adott elő, melynek még a Rude Boy és Don't Stop the Music is része volt a 2010 Nickelodeon Kids' Choice Awards-on.

## Dallista
| 1. | Hard | 4:10 |

| 1. | Hard (Jump Smokers Radio Edit)      | 3:10 |
| 2. | Hard (Jump Smokers Radio Edit)      | 3:43 |
| 3. | Hard (Jody den Broeder Radio Edit)  | 3:30 |
| 4. | Hard (Jump Smokers Extended)        | 3:36 |
| 5. | Hard (Chew Fu Granite Fix Extended) | 5:27 |
| 6. | Hard (Jody den Broeder Club Remix)  | 6:43 |
| 7. | Hard (Jody den Broeder Dub)         | 6:45 |